# Stanisław Jan Piątkiewicz

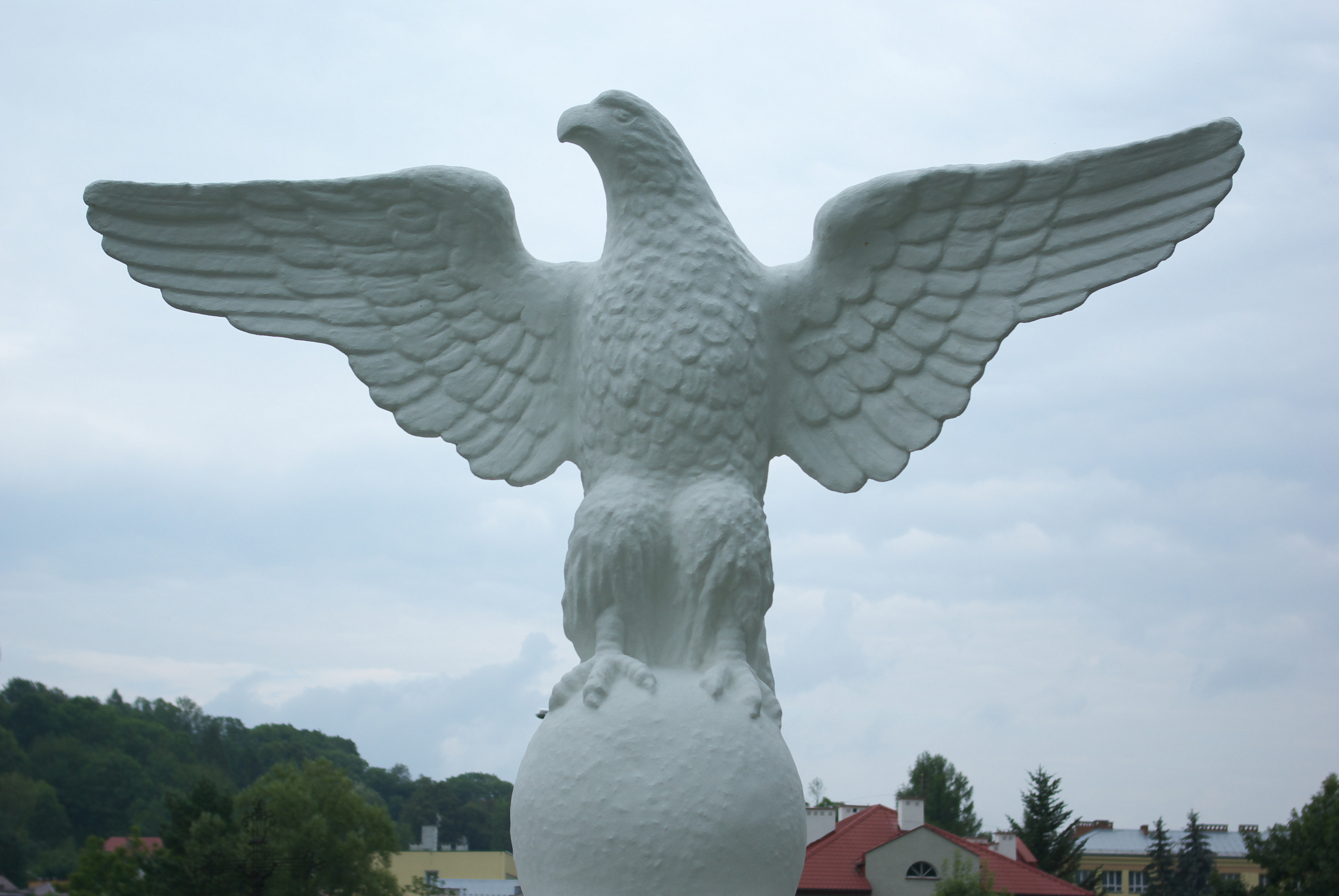
Rzeźba Sokoła z 1939 roku, umieszczona na zbiorowej mogile rozstrzelanych na górze Gruszka w 1942 roku, na Cmentarzu Centralnym w Sanoku

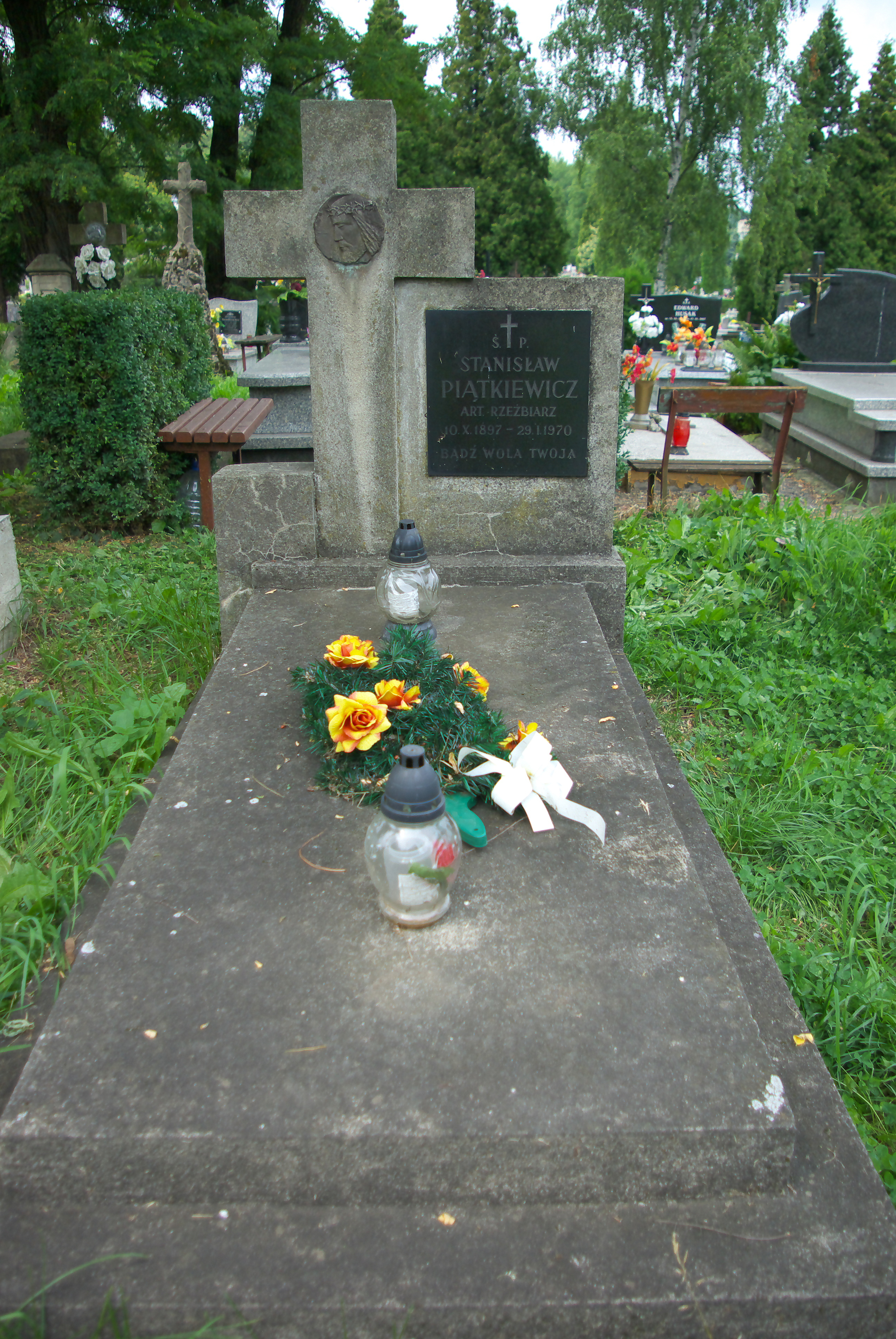
Nagrobek Stanisława Jana Piątkiewicza

Stanisław Jan Piątkiewicz (ur. 10 października 1897 w Rymanowie, zm. 29 stycznia 1970 w Sanoku) – polski rzeźbiarz, syn rzeźbiarza Stanisława Piątkiewicza.

## Życiorys
Urodził się 10 października 1897 w Rymanowie. Był synem rzeźbiarza Stanisława Piątkiewicza (1859–1930) i Marii z domu Muszyńskiej, bratem Ludwika (ur. 1891) i Anny (1893–1968, nauczycielka, po mężu Bobola).
W 1909 ukończył I klasę w C.K. Gimnazjum w Sanoku. Ukończył szkołę wydziałową w Sanoku, a zawodu rzeźbiarza uczył się w zakładzie swojego ojca. Następnie naukę kontynuował w Szkole Zawodowej Przemysłu Drzewnego w Zakopanem, na wydziale rzeźby figuralnej, którą ukończył w 1914 roku z wynikiem celującym. Od 1912 do 31 lipca 1914 był członkiem Sanockiej Chorągwi Drużyn Bartoszowych, założonej 3 sierpnia 1911.
Po wybuchu I wojny światowej i ewakuował się z rodziną do Czech, w 1915 roku został powołany do c. i k. armii. Po odzyskaniu przez Polskę niepodległości w 1918 został przyjęty do Wojska Polskiego. Został mianowany podporucznikiem łączności. Służył na froncie wojnie polsko-ukraińskiej i wojnie polsko-bolszewickiej. W 1921 został zdemobilizowany. W 1934, porucznik rezerwy łączności Stanisław Piątkiewicz z tytułem doktora, był przydzielony do 6 batalionu telegraficznego w Jarosławiu i pozostawał wówczas w ewidencji Powiatowej Komendy Uzupełnień Drohobycz.
Na początku lat 20. powrócił do pracy w zakładzie ojca. W 1923 roku ożenił się z Bronisławą Ziobro. Pracował w Bieczu, a następnie zdecydował się na daleki wyjazd i został zaangażowany jako rzeźbiarz w fabryce mebli w Hawanie na Kubie. Po powrocie działał w Kalwarii Zebrzydowskiej, zaś do Sanoka przybył ponownie w 1929 roku i tam kontynuował pracę rzeźbiarską w pracowni ojca, który zmarł rok później, a Stanisław Jan objął zakład w samodzielną działalność. Wykonywane przez niego w tym czasie prace nie były okazałe, z reguły drobne, także tablice nagrobkowe. Równolegle pracował w Cechu Wielkim pełniąc funkcję sekretarza. W tym czasie stworzył drewnianą rzeźbę godła Polski. W 1936 zajmował się sprzedażą sandałów plażowych z drewna lipowego.
Wykonał rzeźbę sokoła z 1939 roku, która miała być umieszczona na południowym krańcu kalenicy dachu Gmachu Towarzystwa Gimnastycznego „Sokół” w Sanoku i tym samym zastąpić pierwotną-zniszczoną. Latem 1939 roku wykonał dzieło i przekazał je 30 sierpnia 1939 roku, lecz nie odebrał zapłaty, jako że dzień później został powołany do wojska tuż przed wybuchem II wojny światowej. Po agresji ZSRR na Polskę z 17 września 1939 znalazł się na terenach zajętych przez Sowietów, którzy przekazali go Niemcom, wskutek czego znalazł się w obozie niemieckim. Pod koniec 1941 roku powrócił do Sanoka do oczekującej na niego żony oraz dwóch synów: Bronisława i Witolda.
Po wojnie pracował w Cechu Rzemiosł Różnych, mieszczącym się w kamienicy przy ul. Jana III Sobieskiego 16. Dokonał odnowienia rzeźby godła Polski, które zostało umieszczoną na elewacji budynku Ratusza w Sanoku (prawa, południowa wieża).
Wspomniana wyżej rzeźba Sokoła podczas II wojny światowej w trakcie okupacji niemieckiej stała w budynku gospodarczym obok sanockiego zamku, a po wojnie ok. 1950 została umieszczona na klombie przed wejściem do budynku zamku. Po wojnie Piątkiewcz wprawdzie otrzymał zapłatę za wykonanie dzieła, ale rzeźba nie powróciła na planowane wcześniej miejsce w związku z delegalizacją Towarzystwa Gimnastycznego Sokół. Ostatecznie pod koniec lat 50. została umieszczona na zbiorowej mogile 117 zamordowanych Polaków (więźniów sanockiego więzienia, zamordowanych przez Niemców na stoku góry Gruszka), która znajduje się na Cmentarzu Centralnym w Sanoku.
W 1960 roku wykonał kamień pamiątkowy zwany Kamieniem 1000-lecia z inskrypcją „Tysiąc lat państwa Polskiego. Osiemset lat Sanoka 1960”, położony przy ulicy Grzegorza w Sanoku (autorami projektu byli Kazimierz Florek i inż. Edmund Królicki).
Ponadto źródło podaje, iż wykonawcą Pomnika Tadeusza Kościuszki w Sanoku był ojciec, Stanisław Piątkiewicz. Jednakże jest to faktycznie nieprawdopodobne, jako że Stanisław Piątkiewicz zmarł w 1930 roku (w czasie gdy istniał jeszcze pierwszy pomnik T. Kościuszki w mieście), zaś obiekt powstał i został odsłonięty w 1962 roku, zatem należy to uznać za omyłkę pisarską (z uwagi na tożsamość imienia i nazwiska) i przypisać autorstwo synowi Stanisławowi Janowi. Jest to drugi w historii pomnik T. Kościuszki w mieście. Pierwotnym projektantem pomnika był Karol Hukan (w międzyczasie zmarł), a późniejszymi i finalnymi byli Józef Marek i Józef Wajda w 1958 roku. Uroczyste odsłonięcie nastąpiło 15 września 1962 roku przy ulicy Kościuszki.
Przed 1939 zamieszkiwał w Sanoku ul. Tadeusza Kościuszki 66, a do końca życia przy ul. Bartosza Głowackiego 27. Zmarł na zapalenie płuc 29 stycznia 1970 w Sanoku. Został pochowany na cmentarzu przy ul. Jana Matejki w Sanoku 1 lutego 1970.
Jego syn Witold (zm. 2011), był artystą plastykiem.